# Lieksanjoki
Lieksanjoki (russisch Лендерка) ist ein Fluss in Russland und Finnland.
Er hat seinen Ursprung im See Sula (russisch озеро Сула) in der Republik Karelien.
Von dort fließt er in westlicher Richtung.
Er durchfließt den See Kuikkaselkä und erreicht nach 41 km die finnische Grenze.
Anschließend durchfließt er im Ruunaa-Erholungsgebiet den See Ruunaanjärvi.
Danach durchfließt der Lieksanjoki den kleineren See Polvijärvi, in welchen auch der Tuulijoki mündet.
Unterhalb dieser Seen weist der Fluss mehrere Stromschnellen auf, die bei Kajak-fahrern und Wildwasser-Kanuten beliebt sind.
Im Unterlauf des Lieksanjoki trifft der Jongunjoki von rechts kommend auf den Fluss.
Einige Kilometer später durchfließt der Lieksanjoki den See Pankajärvi.
Nach insgesamt 132 km mündet der Lieksanjoki bei Lieksa in den See Pielinen.
Das 8255 km² große Einzugsgebiet des Lieksanjoki umfasst auch die in Russland gelegenen größeren Seen Leksosero und Tulos.
Kemijoki Oy betreibt zwei Wasserkraftwerke am Unterlauf des Lieksanjoki.